# Monety kolekcjonerskie III RP w 2010
W 2010 r. Narodowy Bank Polski wyemitował 22 monety kolekcjonerskie o nominałach od 10 do 200 złotych. Monetami poświęconymi bitwom pod Kłuszynem i Grunwaldem rozpoczęto emisję serii monet o nazwie Wielkie Bitwy.

## Spis monet
| Moneta                                                               | Nominał     | Stop   | Średnica (mm)       | Masa (g) | Nakład  | Data emisji     | Projektant                           | Wizerunek    |
| -------------------------------------------------------------------- | ----------- | ------ | ------------------- | -------- | ------- | --------------- | ------------------------------------ | ------------ |
| 65. rocznica oswobodzenia KL Auschwitz-Birkenau                      | 10 złotych  | Ag 925 | 32                  | 14,14    | 80 000  | 22 stycznia     | Robert Kotowicz                      | Awers Rewers |
| 65. rocznica oswobodzenia KL Auschwitz-Birkenau                      | 100 złotych | Au 900 | 21                  | 8        | 8 000   | 22 stycznia     | Robert Kotowicz                      | Awers Rewers |
| Polska Reprezentacja Olimpijska Vancouver 2010                       | 10 złotych  | Ag 925 | 32                  | 14,14    | 80 000  | 2 lutego        | Ewa Tyc-Karpińska                    | Awers Rewers |
| Polska Reprezentacja Olimpijska Vancouver 2010                       | 200 złotych | Au 900 | 27                  | 15,50    | 8 000   | 2 lutego        | Ewa Tyc-Karpińska                    | Awers Rewers |
| Szwoleżer Gwardii Cesarza Napoleona I Seria: Historia Jazdy Polskiej | 10 złotych  | Ag 925 | 32 x 22,4 (klipa)   | 14,14    | 100 000 | 3 marca         | Andrzej Nowakowski                   | Awers Rewers |
| Szwoleżer Gwardii Cesarza Napoleona I Seria: Historia Jazdy Polskiej | 200 złotych | Au 900 | 27                  | 15,50    | 10 500  | 3 marca         | Andrzej Nowakowski                   | Awers Rewers |
| 70. rocznica zbrodni katyńskiej                                      | 10 złotych  | Ag 925 | 32                  | 14,14    | 80 000  | 8 kwietnia      | Urszula Walerzak                     | Awers Rewers |
| Podkowiec mały (Rhinolophus hipposideros) Seria: Zwierzęta Świata    | 20 złotych  | Ag 925 | 38,61               | 28,28    | 100 000 | 21 kwietnia     | Ewa Tyc-Karpińska Andrzej Nowakowski | Awers Rewers |
| 100. rocznica Harcerstwa Polskiego                                   | 10 złotych  | Ag 925 | 32                  | 14,14    | 50 000  | 28 maja         | Dominika Karpińska-Kopiec            | Awers Rewers |
| 95. rocznica urodzin ks. Jana Twardowskiego                          | 10 złotych  | Ag 925 | 32                  | 14,14    | 50 000  | 1 czerwca       | Dominika Karpińska-Kopiec            | Awers Rewers |
| Grunwald, Kłuszyn Seria: Wielkie Bitwy                               | 10 złotych  | Ag 925 | 40 x 26 (klipa)     | 14,14    | 60 000  | 2 lipca         | Robert Kotowicz                      | Awers Rewers |
| Grunwald, Kłuszyn Seria: Wielkie Bitwy                               | 10 złotych  | Ag 925 | 40 x 26 (klipa)     | 14,14    | 60 000  | 2 lipca         | Robert Kotowicz                      | Awers Rewers |
| 90. rocznica Bitwy Warszawskiej                                      | 20 złotych  | Ag 925 | 38,61               | 28,28    | 50 000  | 12 sierpnia     | Grzegorz Pfeifer                     | Awers Rewers |
| Polski sierpień 1980                                                 | 10 złotych  | Ag 925 | 32                  | 14,14    | 50 000  | 30 sierpnia     | Urszula Walerzak                     | Awers Rewers |
| Polski sierpień 1980                                                 | 30 złotych  | Au 900 | 16                  | 1,7      | 30 000  | 30 sierpnia     | Urszula Walerzak                     | Awers Rewers |
| 25. rocznica powstania Trybunału Konstytucyjnego                     | 25 złotych  | Au 900 | 12                  | 1        | 5 000   | 29 września     | Dominika Karpińska-Kopiec            | Awers Rewers |
| 25. rocznica powstania Trybunału Konstytucyjnego                     | 100 złotych | Au 900 | 21                  | 8        | 5 000   | 29 września     | Dominika Karpińska-Kopiec            | Awers Rewers |
| Benedykt Dybowski Seria: Polscy Podróżnicy i Badacze                 | 10 złotych  | Ag 925 | 32                  | 14,14    | 60 000  | 15 października | Ewa Tyc-Karpińska                    | Awers Rewers |
| Artur Grottger Seria: Polscy Malarze XIX/XX wieku                    | 20 złotych  | Ag 925 | 40 x 28 (klipa)     | 28,28    | 60 000  | 28 października | Roussanka Nowakowska                 | Awers Rewers |
| Zabytki Rzeczypospolitej - Krzeszów                                  | 20 złotych  | Ag 925 | 38,61               | 28,28    | 50 000  | 29 listopada    | Robert Kotowicz                      | Awers Rewers |
| Krzysztof Komeda Seria: Historia polskiej muzyki rozrywkowej         | 10 złotych  | Ag 925 | 32                  | 14,14    | 60 000  | 1 grudnia       | Roussanka Nowakowska                 | Awers Rewers |
| Krzysztof Komeda Seria: Historia polskiej muzyki rozrywkowej         | 10 złotych  | Ag 925 | 28,2 x 28,2 (klipa) | 14,14    | 60 000  | 1 grudnia       | Roussanka Nowakowska                 | Awers Rewers |